# Kohei Shimizu
Kohei Shimizu (清水 航平, Shimizu Kohei) est un footballeur japonais né le 30 avril 1989 à Munakata. Il évolue au poste d'attaquant.

## Biographie
Shimizu commence sa carrière professionnelle au Sanfrecce Hiroshima. Il débute en première division lors de l'année 2009.
Avec cette équipe il découvre la Ligue des champions de l'AFC en 2010. Il est sacré champion du Japon en 2012 et participe dans la foulée à la Coupe du monde des clubs organisée au Japon.

## Palmarès
- Champion du Japon en 2012, 2013  et 2015 avec le Sanfrecce Hiroshima
- Champion du Japon de D2 en 2008 avec le Sanfrecce Hiroshima